# Kanembu
Kanembu és una llengua niloticosahariana parlada al Txad pel poble kanembu estretament relacionada amb el kanuri.